# Archäologisches Museum Colombischlössle
L’Archäologisches Museum Colombischlössle de Fribourg-en-Brisgau en Bade-Wurtemberg est un musée d'archéologie ouvert en 1938 et dirigé par Beate Grimmer-Dehn et Helena Pastor Borgoñón.

## Histoire
Les collections commencèrent grâce à Alexander Ecker (de), Heinrich Fischer und Wilhelm Deecke. Ce dernier était responsable de l'Institut géologique à l'université de Fribourg. Il en a étoffé la collection du musée de la Préhistoire et d'ethnographie existante depuis 1867 et casa à partir de 1926 celle de l'Institut de géologie au 40 Hebelstraße. Pour s'occuper de ce musée, Deecke assigna l'historien de la Préhistoire Georg Kraft (de) de Fribourg. Sous sa direction, le musée de la Préhistoire quitta en 1936 l'Institut de géologie et devint un institut à part entière de la faculté de philosophie de l'Université. À cette circonstance on délocalisa des locaux dans le cloître d'Adelhauser. Georg Kraft s'occupa maintenant de l'union personnelle entre la restauration archéologique des monuments et ladite collection du musée pour la Préhistoire. L'administration municipale s'occupa alors de manière constante du nouveau musée.
En juin 1938 le musée pour la Préhistoire ouvrait ses portes. Kraft dirigea l'Institut jusqu'à sa mort durant l'opération Tigerfish, bombardement de la ville par les Alliés. Le musée fut, après la Seconde Guerre mondiale, inaccessible pour le public par manque de place ; le musée et la préservation des monuments furent alors séparés. En 1961, les stocks de la préservation des bâtiments passèrent du bâtiment du cloître à celui du musée d'histoire naturelle.
En 1978, la décision fut prise par le conseil municipal d'installer le musée dans le Colombischlössle. En 1983, il fut à nouveau inauguré par Lothar Späth.

## Source
- (de) Cet article est partiellement ou en totalité issu de l’article de Wikipédia en allemand intitulé « Archäologisches Museum Colombischlössle » (voir la liste des auteurs).